# C-H-I-C-K-E-N Spells Chicken
C-H-I-C-K-E-N Spells Chicken è un cortometraggio muto del 1910. Il nome del regista non viene riportato nei credit.

## Produzione
Il film fu prodotto dalla Essanay Film Manufacturing Company.

## Distribuzione
Distribuito dall'Essanay, il film - un cortometraggio di 86,6 metri - uscì nelle sale cinematografiche USA il 29 giugno 1910. Nelle proiezioni, veniva programmato con il sistema dello split reel, accorpato in un'unica bobina con un altro cortometraggio prodotto dall'Essanay, la commedia Pat and the 400.